# Albert Köster
Albert Köster, född den 7 november 1862 i Hamburg, död den 29 maj 1924 i Leipzig, var en tysk litteraturhistoriker.
Köster blev 1892 extra ordinarie professor i tyska språket och litteraturen i Marburg och kallades 1899 som ordinarie professor i samma ämne till Leipzig.
Köster skrev bland annat Schiller als dramaturg (1891), Gottfried Keller (1900; 2:a upplagan 1907) och utgav brevväxlingen mellan Theodor Storm och Keller (1904; 2:a upplagan 1905), Goethes mors brev (2 band, 1904; 3:e upplagan 1905) med mera samt de från hans seminarium härrörande avhandlingarna i serien "Probe-Fahrten" (1904 ff.).
Köster, som 1923 föreläste i Sverige, utgav även Die allgemeinen Tendenzen der Genie-Bewegung im 18. Jahrhundert (1912) och Die Meistersingerbühne des 16. Jahrhunderts (1921) samt en kritisk upplaga av Storms arbeten (1919 ff.).